# Johannes Oldekop
Johannes Oldekop (auch Oldecop o. ä., * 1493 in Hildesheim; † 19. Januar 1574 ebenda) war ein deutscher katholischer Theologe und Geistlicher.
Sein bedeutendstes Werk sind die Annales Zuerst wurden sie in niederdeutscher Sprache verfasst, später wurden die Dialekte vermischt. Das Werk ist eine Chronik und umfasst den Zeitraum von 1501 bis 1573; also die Zeit vor, während und nach der Reformation, die in Hildesheim erst 1542 eingeführt wurde. Das Original, das früher dem Gymnasium Josephinum gehörte, ist angeblich verschwunden, aber es existieren Kopien. Die älteste erhaltene Abschrift stammt aus dem Jahre 1606 und wird im Hildesheimer Domarchiv aufbewahrt.
Als Leseprobe sollen die ersten Zeile seines Werkes dienen:

Im jar na Christi gebort 1500 an dem hilligen winachtendage fenk an to Rome dat gulden jar, jubileus genant; derhalven wart de guldene porte dorch den pawest Alexandrum den sesten geopent.

## Leben
Johannes Oldekop, der bekannten Familie Oldekop entstammend, studierte an der Universität Wittenberg Theologie. Trotz intensiven Kontaktes mit Martin Luther und den reformatorischen Ideen blieb er bei dem katholischen Glauben. Sein Vater Heinrich/Hinrich war ein Baumeister und damaliger Kirchenvorsteher der St.-Lamberti-Kirche in Hildesheim. Die Oldekopstraße in Hildesheim erinnert an das Wirken der Familie in dieser Stadt.

## Geistliches Wirken in Hildesheim
Oldekop wurde am 26. Mai 1526 in der Brüdernkirche zu Braunschweig durch Bischof Matthias zum Priester geweiht und war 1528 Kanonikus (Stiftsherr) am Stift zum heiligen Kreuz in seiner Heimatstadt Hildesheim. Ab 1530 bekleidete er auch das Amt des Scholasters (Leiter der Stiftsschule)
und wurde 1540 Dechant/Dekan des Stiftes.

### Kauf eines Hauses in Hildesheim
Er erwarb 1536 das Grundstück Kläperhagen 7 in Hildesheim für 150 Gulden. Das darauf befindliche Gebäude wurde vorher von dem verstorbenen Kanonikus des Kreuzstiftes Siegfried Anthonii bewohnt. In der Urkunde vom 26. April 1526 heißt es, dass das Haus

„(...) dem achtbaren hern Johanni Oldekoppe canonick unde scholaster der sulven kercken sancte crucis synen nagelaten closterhof“

verkauft wird. Oldekop ließ das dort befindliche baufällige Haus renovieren, was 1539 vorläufig, aber erst 1549 vollständig abgeschlossen war.
Auf dem Schwellbalken des Hauses befand sich die Inschrift von 1539:

„Joh(ann)es Eccl(esi)a S(ancte) Crucis Scholasticus has edes deo erexit.“

„An(no) d(omi)ni 1539 K(a)l(endis) Maij“

(Johann Scholaster an der Heilig-Kreuz-Kirche hat dieses Haus für Gott errichtet.
Im Jahre des Herrn 1539 an den Kalenden des Mai. (=1.Mai))

Auf der Rückseite des Hauses fand sich dann die Inschrift der endgültigen Fertigstellung im Jahre 1549:

„In manibus d(omi)nie sortes mee S(ancte) Crucis Eccl(es)ie T(em)p(or)e persecutiones Decan(us) Jo(hannes) Oldecop has edes f(ieri) A(nno) 1549“

(In den Händen des Herrn (liegt) mein Los. Der Dechant an der Heilig-Kreuz-Kirche Johannes Oldecop hat in der Zeit der Verfolgung dieses Haus errichten lassen im Jahre 1549.)
 Unter „Verfolgung“ versteht Oldekop hier die Einführung der Reformation in Hildesheim ab 1542.
Des Weiteren befanden sich Abbildungen des Oldekop’schen Familienwappens von 1528 an dem Haus.
Dieses Haus sowie weite Teile der Hildesheimer Altstadt wurden bei mehreren Bombenangriffen im Jahr 1945 völlig zerstört.

## Begegnung mit Martin Luther
Oldekop studierte ab 1515 in Wittenberg Theologie. Er beschreibt diese Zeit in seiner Chronik so:

„im jare 1515 des mandages na dem witten sondage in Quasimodo geniti, kam ik Johannes Oldecop to Wyttenberge (…)“

(Im Jahre 1515, am Montag nach dem weissen Sonntag Quasimodogeniti (=Erster Sonntag nach Ostern), kam ich, Johannes Oldecop, nach Wittenberg)

Er war begeisterter Zuhörer von Martin Luther, denn er schreibt:

„Ik (…) horde de lectiones von Martino gern.“

(Ich hörte die Vorlesungen von Martin gern)

Und weiter:

„Ik ging ok to alle sinen predigen und kam mit ome in sunderlicher kunschop.“

„He was min bichtvader, ok deinde ik ome ofte to der misse.“

(Ich ging zu allen seinen Predigten und wurde mit ihm besonders befreundet. Er war mein Beichtvater und ich diente ihm oft bei der Messe.)

Aber offensichtlich war der Vater von Johannes Oldekop gegen einen Kontakt mit den Reformatoren um Luther und beorderte ihn schon 1516 wieder nach Hause:

„(…) leit min vader mi von Wyttenberge forderen und to hus halen.“

((…) ließ mein Vater mich von Wittenberg abberufen und nach Hause holen)
Offensichtlich hat Oldekop dort einen Abschluss erworben, denn im Urkundenbuch der Stadt Hildesheim findet sich das Dokument 

„Magister Jodocus Mörlin von Feldkirch, Dechant, und die übrige Fakultät der freien Künste zu Wittenberg empfehlen Johannes Oldekop aus Hildesheim nach Erwerb des Bac(c)alaureats.“

 Ausgestellt zu Wittenberg am 14. Oktober 1516.

## Reisen
Oldekop ist auch nach heutigen Maßstäben als „weitgereister“ Mensch einzustufen. Er war zwischen 1519 und 1531 nahezu ständig unterwegs, befand sich an Königs- und Kaiserhöfen, hatte Zugang zu höchsten Kreisen und wurde dadurch zu einem gefragten Berater.
So war er im Jahr 1519 in Bologna, zwei Jahre darauf, 1521, in Parma, im nächsten Jahr hielt er sich in Spanien auf und im Jahr 1523 war er in Rom. Im Jahre 1525 übernahm er in der Parochialkirche in seiner Heimatstadt Hildesheim die Rolle als Subdiakon. Im Franziskanerkloster wurde Oldekop im Jahre 1526 Priester. Im darauffolgenden Jahr wurde er in der Stiftskirche zum Heiligen Kreuz in Hildesheim sowohl Scholaster als auch Kanonikus.
1527/28 war er am Hof Kaiser Karls V. in Burgos (Spanien) und besuchte auf der Rückreise die Bischöfe bzw. Erzbischöfe von Lüttich, Mainz, Worms und Speyer. Noch im Herbst 1528 befand er sich in Prag, wo er am Hofe des späteren Kaisers Ferdinand I. weilte und dort die Hussiten kennen lernte.
1529 bereiste er Süddeutschland und lernte in Freiburg i. Breisgau Erasmus von Rotterdam kennen. Er besuchte Ravensburg sowie Donaueschingen und wurde Zeuge des kaiserlichen Reichstages zu Speyer.
Schließlich nahm er 1530 an der Kaiserkrönung Karls V. in Bologna teil.

## Begegnung mit Kaiser Karl V.
Im Jahre 1527 hielt sich der Dompropst von Wetzlar Tillmann Kreich als kaiserlicher Gesandter in Hildesheim auf. Er sollte sich vermutlich nach der Kaisertreue der Stadt Hildesheim erkundigen.
Als Folge dieses Besuches wurde offensichtlich der Vizekanzler Karls V., Balthasar Merklin von Waldkirch, auf Geheiß des Kaisers vom Hildesheimer Domkapitel als neuer Bischof vorgeschlagen (postuliert).
Merklin v. Waldkirch hielt sich zu dieser Zeit am kaiserlichen Hofe in Burgos / Castilien (Spanien) auf.

### Reise nach Burgos
Um dem vorgeschlagenen Bischof die Nachricht zu überbringen und ihn evtl. nach Hildesheim zu geleiten, bildete sich eine Delegation unter der Leitung des Hildesheimer Bürgermeisters Hans Wildefüer, der auch Johann Oldekop angehörte.
Von dieser weiten Reise gibt Oldekop in seiner „Chronik“ eine ausführliche Beschreibung:
Die Delegation verließ am 9. Oktober 1527 Hildesheim und reiste über Minden (Munden), Mainz (Mentze), Köln (Collen), Aachen (Aken), Löwen (Loven) nach Antwerpen (Antwarpen).
Sie erreichten am 31. Oktober 1527 (Abend vor Allerheiligen / aller goddes hilligen avende (1. November)) den Ort Arnemuiden (Armüe)
Im benachbarten Vlissingen (Flyssynge) bestieg man ein Schiff, welches am 13. November 1527 (Tag des Bischofs Brictius von Tours / dage Brictii episcopi) in See stach.
Sie erreichen (vermutlich über den Hafen von Bilbao) den kaiserlichen Hof in Burgos am 20. Dezember 1527 (Abend vor Apostel Thomas / avende sancte Thome apostoli (21.12.))
Oldekop hat nach eigenem Bekunden Balthasar Merklin die Nachricht von dem Vorschlag des Hildesheimer Domkapitels zur Bischofswahl (den „breve“) persönlich überreicht und dann am kaiserlichen Hofe das Weihnachtsfest begangen.
Merklin ernannte Oldekop zu seinem persönlichen Kaplan und ließ sich von ihm bis zu seinem Tod auf den seinen ausgedehnten Reisen begleiten.
Am 1. Februar 1528 (Abend vor Mariä Reinigung/Mariä Lichtmess / avende purificationis Marie 2.Febr.) wurde die Wahl Balthasar Merklins zum Bischof von Hildesheim am kaiserlichen Hofe bestätigt.

### Wappenverleihungen

Das Hildesheimer Stadtwappen mit Reichsadler

Am 3. Februar 1528 wurde am kaiserlichen Hofe in Burgos der Delegation aus Hildesheim noch eine besondere Ehrung zuteil:
Unter diesem Datum wurde ein Wappenbrief für das neue Hildesheimer Stadtwappen ausgestellt, das nunmehr um den kaiserlichen Reichsadler vermehrt dem Bürgermeister Wildefuer übergeben wurde. Dies geschah wohl in Anerkennung der Reichs- und Kaisertreue der Stadt in der Zeit der Reformation.
Johann Oldekop konnte am gleichen Tage (3. Februar 1528) einen Wappenbrief für das Familienwappen Oldekop entgegennehmen, das ebenso den Reichsadler enthält. Dieser Wappenbrief ist im österreichischen Staatsarchiv erhalten. Beide Wappenbriefe sind signiert vom kaiserlichen Sekretär Alexander Schweis († 1536). („Carolus – ad mandantum Alexander Schweis“)
Ebenfalls am 3. Februar 1528 wurde in Burgos der Wappenbrief für das neue Stadtwappen von Überlingen, vermehrt um den vollen Reichsadler, ausgestellt.

### Rückreise
Am 3. März 1528 trat die Delegation aus Hildesheim die Rückreise an. Aber nicht nach Hildesheim, sondern auf Geheiß des Kaisers sollte Merklin durch die Lande reisen, um die Kurfürsten und Reichsstände auf den antireformatorischen Kurs des Kaisers einzuschwören.
Johann Oldekop begleitete ihn auf diesen Reisen, die sie zu den Bischöfen von Lüttich, Worms und Speyer, zu den Erzbischöfen von Köln und Mainz sowie zum Herzog von Kleve und dem Pfalzgrafen bei Rhein führte.
Eine weitere Reise führte ihn noch im Herbst 1528 nach Prag, wo er die Glaubensgemeinschaft der Hussiten kennen lernte.
1530 war er in Bologna und wurde Zeuge von Karls V. Kaiserkrönung.
Am 28. Mai 1531 starb sein „Herr“ Bischof Balthasar Merklin in Trier plötzlich, und damit endete auch die Zeit der vielen Reisen von Oldekop.

## Oldekop als Romanfigur
In dem Roman Wildefüer beschreibt der Schriftsteller Paul Schreckenbach das Leben und Wirken des Hildesheimer Bürgermeisters Hans Wildefüer in der Zeit während und nach der Reformation. Schreckenbach lässt den katholischen Geistlichen Johann Oldekop (Oldecop) an mehreren Stellen als Wegbegleiter Wildefüers auftreten und ihn zu den Umständen nach der Reformation als katholischen Priester sagen:

„(ich) stand vor kaum zehn Jahren hier noch in hohen Ehren. Aber seitdem die vermaledeite Lutherei ihren Einzug in Goslar gehalten, ist es beinahe gefährlich geworden, sich damit (d.h. mit dem Priestergewand) zu zeigen.“